# 美臣·格連活
梅森·韋·約翰·格林伍德（英語：Mason Will John Greenwood，2001年10月1日—）是一位英格蘭職業足球員，司職前鋒。現効力法甲球隊马赛。
格林伍德在2019年歐霸盃對艾斯坦拿首次代表曼聯上陣，並以17岁353天之齡成為曼聯史上最年輕的歐戰入球者。2021年賽季，他和球隊續約至2025年。格林伍德曾代表英格蘭U21出戰歐洲U21錦標賽。
他具有牙買加血統,並在2024年8月宣佈為牙買加國家足球隊出戰。

## 球會生涯

### 曼联

#### 早期职业生涯
格林伍德6岁时加入曼联，在俱乐部位于哈利法克斯的发展学校踢球。在2017-18赛季加入了18岁以下的球队，并在21场比赛中以17个进球成为U18英超北部的最佳射手。2018年5月，格林伍德在青年队赢得荷兰ICGT奖杯时被评为赛事最佳球员。

#### 2018-19赛季
2018年7月，格林伍德随一线队前往美国进行季前巡回赛。7月20日，他在1-1战平美洲俱乐部的比赛中第76分钟替补出场，完成了非竞技比赛的首秀。10月2日，格林伍德与俱乐部签订了他的第一份职业合同。12月，他被何塞·穆里尼奥选中，在欧洲冠军联赛与瓦伦西亚的比赛前与一线队进行训练。
2019年3月6日，在奥莱·索尔斯克亚的管理下，格林伍德在欧洲冠军联赛3-1战胜巴黎圣日耳曼的比赛中，在第87分钟替补出场，完成了他的竞技首秀。 在17岁零156天的时候，他成为代表俱乐部参加欧洲比赛的第二年轻的球员（仅次于诺曼·怀特塞德），也是冠军联赛时代有史以来最年轻的球员。四天后，他在2-0击败阿森纳的比赛中从板凳上完成了英超联赛的首秀，成为俱乐部最年轻的联赛首发球员之一。
5月7日，格林伍德被评为英超第二联赛4月最佳球员。在赛季末，他获得了吉米·墨菲年度最佳青年球员奖。5月12日，赛季最后一天，格林伍德在2-0击败卡迪夫城的比赛中首次代表俱乐部参加高级别赛事。

#### 2019-20赛季
格林伍德的第一个曼联进球是在9月19日对阵哈萨克球队阿斯塔纳的欧洲联赛揭幕战中打进的；在比赛中打进唯一的进球，成为俱乐部有史以来在欧洲比赛中最年轻的进球者，年仅17岁353天。
11月7日，他在曼联3-0战胜贝尔格莱德的比赛中取得进球，使他们获得淘汰赛资格。11月24日，格林伍德在3-3战平谢菲尔德联队的比赛中打进了他的第一个联赛进球。12月12日，他在欧洲联赛小组赛的最后一场比赛中对阿爾克馬爾打进两球并赢得一个点球。曼联以4-0赢得比赛并获得小组第一。
2020年1月11日，连续三场比赛没有进球后，格林伍德在4-0战胜诺维奇的比赛中打进一球。15天后，他在曼联6-0击败特兰米尔流浪者的比赛中打进他的第一个足总杯进球。4周后，格林伍德在3-0战胜沃特福德的联赛中再次进球。3月12日，他在5-0战胜奥地利LASK的比赛中打进了他在欧洲的第五球；成为第一个在单赛季为曼联至少进五球的少年。
在因COVID-19大流行病导致的三个月停赛后，截至2020年7月9日，格林伍德参加了曼联的全部六场比赛。他在前三场比赛中未能进球，但在接下来的三场比赛中交出4个进球，包括在7月4日5-2战胜伯恩茅斯的比赛中打进一球。

#### 2020-21赛季
在2019年穿上26号的突破性赛季后，格林伍德在2020年9月4日被曼联授予11号球衣。他加入了著名的穿11号球衣的球员名单。9月22日，格林伍德在英联杯第三轮客场3-1战胜卢顿镇的比赛中打进了他本赛季第一个进球。10月28日，格林伍德在欧洲冠军联赛5-0战胜RB莱比锡的比赛中打进了他本赛季第一个欧冠进球。12月5日，他在客场3-1战胜西汉姆联的比赛中打进了他本赛季第一个联赛进球。
2021年1月24日，格林伍德在足总杯第四轮主场3-2战敌利物浦的比赛中打进了本赛季第一个足总杯进球。2月2日，格林伍德在曼联主场9-0战胜南安普顿的英超联赛中打满了90分钟。4月4日，他打破了四个月的联赛进球荒，对布莱顿的比赛中打进了制胜球，最终主场2-1获胜。格林伍德在4月表现出色，在4场比赛中打入4个联赛进球，包括对伯恩利的进球。这为他赢得了第一个英超月度最佳球员的提名，但被租借到西汉姆的队友杰西·林加德赢得。4月29日，格林伍德在欧洲联赛半决赛第一回合对罗马的比赛中打入了他本赛季的第一球，主场6-2获胜。
5月9日，格林伍德延续了良好的进球状态，在客场3-1战胜阿斯顿维拉的比赛中打进一球。两天后，格林伍德在2-1击败莱斯特城的比赛中由阿玛德·迪亚洛助攻进球；这个进球是15年来第一次有青少年助攻他人打进英超进球。5月26日，格林伍德在格但斯克能源體育場参加了他在2021年欧洲联赛中对维拉利尔的第一场杯赛决赛。格林伍德踢了100分钟，在加时赛的第一时间被弗雷德替换下场，比赛在进入点球大战之前，双方战成1比1平，最终维拉利尔以12比11获胜。

#### 2021-22赛季
2021年8月14日，格林伍德在曼联2021-22赛季英超联赛揭幕战5-1战胜利兹的比赛中打进了他本赛季的第一个进球。8月29日，格林伍德打进了1-0战胜狼堡的进球，成为英超历史上继罗比·福勒之后第二个在球队赛季前三场比赛中都能进球的少年，并帮助曼联打破了英格兰足球历史上连续28场客场不败的最多纪录。12月8日，格林伍德在2021-22赛季欧洲冠军联赛1-1战平伯尔尼年轻人的比赛中打进了他的第一个进球，这是临时主教练拉尔夫·兰尼克在俱乐部的第一场欧洲冠军联赛比赛。
2022年1月，格林伍德因強姦及暴力毆打女友的罪名而被英國曼徹斯特郡警署拘捕，曼聯球會已發表聲明將格林伍德停賽直至另行通知。

#### 2022-23赛季
2023年8月21日，曼聯結束向格林伍德的內部調查，格林伍德正式離開曼聯，並租借轉會到赫塔費足球俱樂部。

### 馬賽
2024年夏天，格林伍德从曼联转会加盟马赛。
格林伍德前3次法甲出场打入5球，成為近50年第二位達成此一成就的球员。

## 國家隊生涯
格林伍德於2020年9月1日以18歲之齡首次入選英格蘭國家隊，並於2020年9月5日的2020–21年歐洲國家聯賽出戰冰島首次以後備身份為英格蘭國家隊披甲。
2021年3月17日，格林伍德被英格蘭U21代表隊徵召，3月23日，他因受傷席位由托德·坎特維爾取代。
2024年牙買加國家隊公布美洲國家盃訓練隊名單，陣容名單內有格林伍德。

## 爭議事件
2020年9月，當時曼聯前鋒格林伍德和曼城中場菲爾·福登代表英格蘭足球代表隊，期間因为将两名女子带入酒店，违反防疫规定，加上该事件的不良影响，最後两人被英格兰主帅除名，兩位球員缺席接下来英格蘭足球代表隊的4场歐洲國家聯賽比赛，此外，他们的行为分别受到了各自俱乐部的谴责。
2022年1月30日，格林伍德女友在Instagram上載照片、影片及錄音，當中照片文字直指其被格連活毆打，2021年10月的錄音更揭發格連活強迫要與其進行性行為，隨後所有內容在1月30日已被刪除，格林伍德涉嫌強姦及毆打女友的罪名被捕，其效力球隊曼聯發表聲明譴責暴力行為，格林伍德不會回到球隊操練或比賽。格林伍德的贊助商Nike表示密切關注事件，之後宣布與其终止合作關係。2月1日，他被加控性侵犯及謀殺恐嚇罪，延長拘留期。曼聯把所有格林伍德的商品下架，足球遊戲FIFA 22刪除格林伍德所有資料。2月2日，格林伍德獲准保釋。
2022年10月，格連活正式被落案起訴。
2023年2月，曼徹斯特市警方撤銷所有對格連活的指控。

## 生涯數據

### 俱樂部
最後更新：2021年8月14日
| 俱樂部        | 賽季     | 聯賽     | 聯賽 | 聯賽 | 英格蘭足總盃 | 英格蘭足總盃 | 英格蘭聯賽盃 | 英格蘭聯賽盃 | 歐戰 | 歐戰 | 其他 | 其他 | 總計 | 總計 |
| 俱樂部        | 賽季     | 層級     | 出賽 | 進球 | 出賽         | 進球         | 出賽         | 進球         | 出賽 | 進球 | 出賽 | 進球 | 出賽 | 進球 |
| ------------- | -------- | -------- | ---- | ---- | ------------ | ------------ | ------------ | ------------ | ---- | ---- | ---- | ---- | ---- | ---- |
| 曼聯          | 2018–19  | 英超     | 3    | 0    | 0            | 0            | 0            | 0            | 1    | 0    | —    | —    | 4    | 0    |
| 曼聯          | 2019–20  | 英超     | 31   | 10   | 5            | 1            | 4            | 1            | 9    | 5    | —    | —    | 49   | 17   |
| 曼聯          | 2020–21  | 英超     | 31   | 7    | 4            | 2            | 3            | 1            | 14   | 2    | —    | —    | 52   | 12   |
| 曼聯          | 2021–22  | 英超     | 1    | 1    | 0            | 0            | 0            | 0            | 0    | 0    | —    | —    | 1    | 1    |
| 曼聯          | 總計     | 總計     | 66   | 18   | 9            | 3            | 7            | 2            | 24   | 7    | —    | —    | 106  | 30   |
| 曼聯青年隊    | 2019–20  | —        | —    | —    | —            | —            | —            | —            | —    | —    | 1    | 1    | 1    | 1    |
| 赫塔費 (外借) | 2023–24  | 西甲     | 33   | 8    | 3            | 2            | —            | —            | —    | —    | —    | —    | 36   | 10   |
| 生涯總計      | 生涯總計 | 生涯總計 | 116  | 30   | 13           | 5            | 8            | 2            | 28   | 8    | 1    | 1    | 166  | 46   |

1. ↑  於歐洲冠軍聯賽出賽
2. ↑  於歐足總歐洲聯賽(歐霸盃)出賽
3. ↑  於歐冠5次出賽，歐霸9次出賽中各取得1顆進球
4. ↑  於英格蘭足球聯賽錦標賽出賽

### 國家隊
最後更新：2020年9月5日
| 國家隊 | 年分 | 出賽 | 進球 |
| ------ | ---- | ---- | ---- |
| 英格蘭 | 2020 | 1    | 0    |
| 總計   | 總計 | 1    | 0    |

## 榮譽

### 個人
- 英超B甲級聯賽月度最佳球員：2019年4月
- 曼聯預備隊及青訓學院年度最佳青年球員：2018-19
- 赫塔費年度最佳球員：2023–24[23]
- 法國甲組聯賽神射手：2024-25

## 外部連結
- Soccerway資料庫：美臣·格連活
- Profile （页面存档备份，存于） at the Manchester United F.C. website
- 足球数据库：美臣·格連活的球员统计数据